# Джин Харлоу
Джин Харлоу (англ. Jean Harlow), урождённая Харлин Харлоу Карпентер (англ. Harlean Harlow Carpenter; 3 марта 1911, Канзас-Сити, Миссури — 7 июня 1937, Лос-Анджелес, Калифорния) — американская киноактриса, кинозвезда и секс-символ 1930-х годов.
Из-за цвета волос её называли «Платиновая блондинка» — Харлоу являлась первой голливудской дивой, которая носила это прозвище. Основными чертами её экранного образа были чувственность и яркая сексуальная привлекательность. Трижды была замужем, её второе замужество завершилось трагически — муж актрисы, продюсер Пол Берн, покончил жизнь самоубийством после двух месяцев брака. Пребывая на пике славы, Джин Харлоу скончалась от уремии в возрасте двадцати шести лет.
Наиболее известные фильмы с её участием — «Ангелы ада» (1930), «Враг общества» (1931), «Платиновая блондинка» (1931), «Красная пыль» (1932), «Сногсшибательная блондинка» (1933), «Жена против секретарши» (1936), «Оклеветанная» (1936), «Саратога» (1937).

## Биография

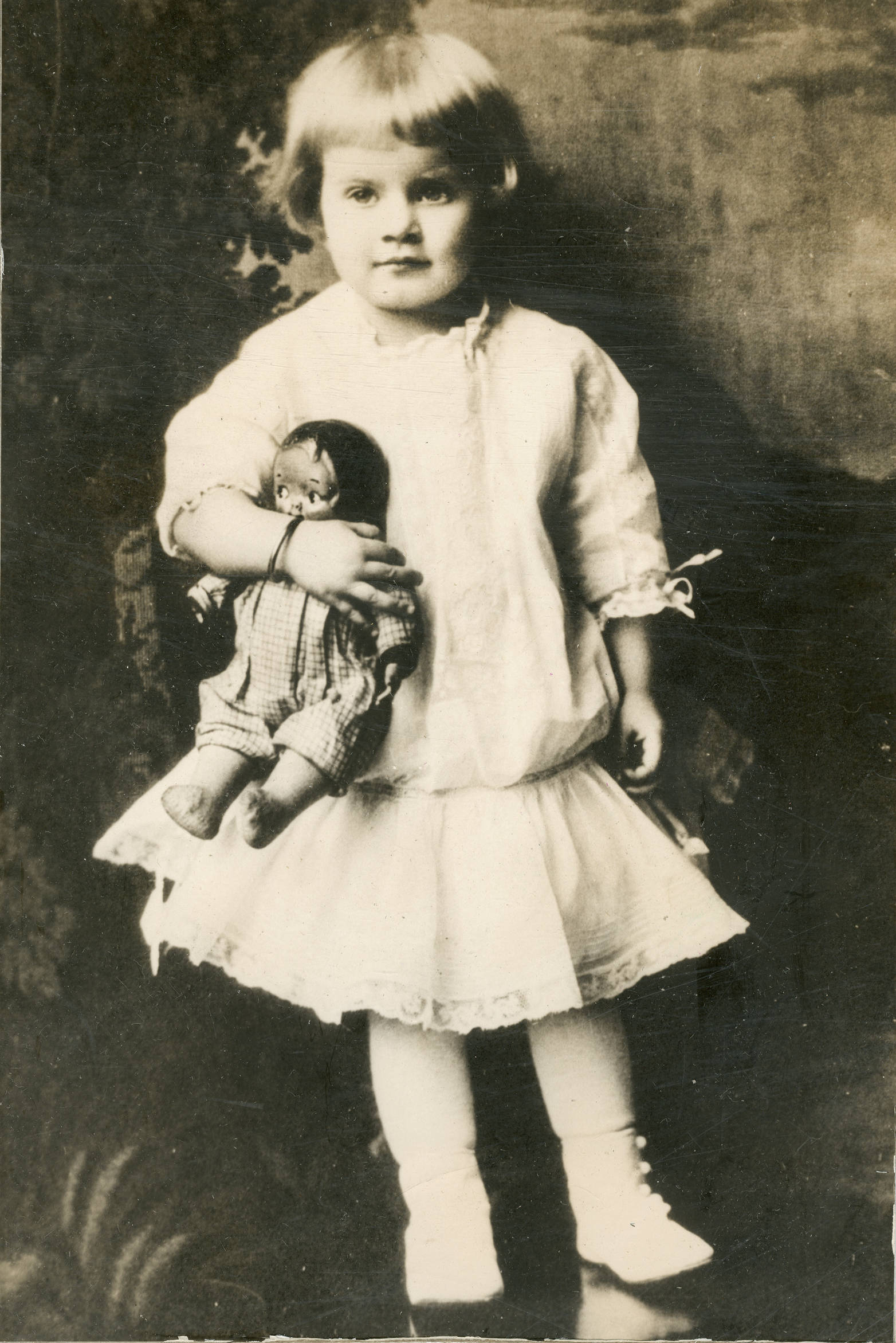
Джин Харлоу в 1914 году

Будущая актриса родилась 3 марта 1911 года в Канзас-сити, штат Миссури, в семье дантиста Монта Клера Карпентера, выбившегося в люди из низов, и его супруги Джин По (в девичестве Харлоу), дочери состоятельного брокера по торговле недвижимостью. В детстве Харлин жила со своими родителями в большом особняке её бабушки.
Её мать была несчастлива в браке и потому сконцентрировала все своё внимание на воспитании дочери. В детстве Харлин, переболевшая в возрасте пяти лет менингитом, отличалась слабым здоровьем. Она была очень близка с матерью и находилась под её сильным влиянием. В семье девочку называли Baby, то есть Крошка.

### Юность
В 1916 году Харлин начала посещать школу мисс Барстоу, частное учебное заведение в Канзас-сити. 29 сентября 1922 года, когда девочке было одиннадцать лет, её родители развелись, причем мать отсудила Харлин себе, а бывшему супругу запретила видеться с дочерью. В 1923 году Джин По — или, как её иначе называли, Мама Джин, — мечтая сниматься в кино, переехала с дочерью в Голливуд и определила её в местную школу для девочек. Однако пробиться в актрисы Маме Джин не удалось. Спустя два года, когда закончились деньги и рухнули последние надежды, они вернулись в Канзас-сити.
Лето 1925 года Харлин провела в детском лагере Ча-Тон-Ка в Мичигане и подхватила там скарлатину. Затем её мать вышла замуж за некоего Марино Белло и переехала с ним в Чикаго, где Белло владел отелем. Харлин отправили учиться в школу Ferry Hall School в близлежащем городе Лейк-Форест. Там было принято, чтобы девочки из старших классов, так называемые старшие сестры, брали шефство над новичками. Старшая сестра, доставшаяся Харлин, которой в ту пору было пятнадцать лет, осенью 1926 года познакомила её с девятнадцатилетним Чаком — Чарльзом Фримонтом Макгрю, наследником крупного состояния. Харлин и Чак начали встречаться и, к неудовольствию Мамы Джин, в конце 1927 года поженились.
Спустя год Чак достиг совершеннолетия, получил причитающееся ему наследство и вместе с Харлин поселился в Лос-Анджелесе. Там его молодая жена завела подругу — начинающую актрису Розали Рой. Благодаря этому знакомству, а также счастливому стечению обстоятельств, Харлин и попала в кино. Однажды Розали собралась по делам на киностудию «Fox» и попросила подругу подвезти её. Пока Харлин сидела в автомобиле, мимо проходили высокопоставленные менеджеры студии. Эффектная фигуристая блондинка привлекла их внимание, и, снабдив её рекомендательным письмом, они предложили Харлин прийти на пробы. Предложение не слишком заинтересовало девушку, однако после того, как Розали поспорила на то, что у неё не хватит духу принять вызов судьбы, Харлин, не желая проиграть пари, отправилась на студию и зарегистрировалась в отделе кадров под именем матери — Джин Харлоу.

### Начало карьеры
Первое время новоявленная Джин игнорировала звонки с киностудии, но затем по настоянию матери согласилась сняться в качестве статистки в фильме «Узы чести» и таким образом в 1928 году дебютировала в кино. Её имя не упоминалось в титрах, а гонорар составил всего семь долларов в день. В том же году она снялась полуобнаженной — фотограф Эдвин Хессер запечатлел семнадцатилетнюю Харлоу, пышные формы которой едва прикрывал кусок материи, на лоне природы в Гриффит-парке.
В 1929 году Харлоу приняла участие в четырнадцати картинах. Несмотря на это внушительное число, актриса, подобно многим другим дебютанткам, получала преимущественно крошечные безымянные роли — так, её можно заметить в комедии «Дитя субботнего вечера», где главную роль исполняла угасающая звезда Paramount Pictures Клара Боу, и в немом короткометражном фильме «Двойной кутёж» с Лорелом и Харди, популярным комическим дуэтом 1920-х годах.
В июне 1929 года Харлоу развелась с Чаком и переехала в дом матери и отчима. Затем по протекции своего знакомого актёра Джеймса Холла она познакомилась со знаменитым авиатором, режиссёром и будущим мультимиллионером Говардом Хьюзом, которому на тот момент было всего двадцать четыре года. Так как в то время в киноиндустрии начинало завоевывать позиции новомодное звуковое кино, Хьюз решил переснять свою немую картину «Ангелы ада» со звуком и искал замену актрисе Грете Ниссен — последняя играла в немом варианте фильма, но из-за тяжелого норвежского акцента потеряла все шансы продолжить карьеру в звуковом кино. На встрече Джин сумела заинтересовать Хьюза, 24 октября 1929 года подписала с ним контракт сроком на пять лет и приступила к съемкам.
Эта картина, которая стала настоящим прорывом для Харлоу, была сама по себе уникальна для того времени — Хьюз вложил в производство головокружительных трюков в воздухе около 4 миллионов долларов, что сделало «Ангелов ада» самым дорогостоящим фильмом тех лет. Часть сцен была отснята в системе Multicolor, то есть была окрашена в красно-зелёную цветовую гамму. Премьера картины прошла при полном аншлаге 27 мая 1930 года в знаменитом голливудском кинотеатре Grauman's Chinese Theatre, а билеты стоили рекордную по тем временам сумму — 11 долларов.

### Признание
Роль блондинки Хелен, которая закрутила роман с двумя братьями-летчиками, моментально превратила Харлоу из непримечательной дебютантки в голливудскую знаменитость и принесла девятнадцатилетней актрисе бешеную популярность у публики. В 1931 году она снялась в шести фильмах, и за исключением эпизодического появления в комедии Чаплина «Огни большого города», все её роли были ведущими.
Хотя контракт Харлоу был заключен с кинокомпанией Хьюза Caddo Company, он более не снимал её сам, а одалживал другим киностудиям — Warner Bros., Universal Pictures, Fox Film и Columbia Pictures. Харлоу появилась в криминальных драмах «Секретная шестёрка» и «Враг общества» (её партнёром был знаменитый Джеймс Кэгни), далее сыграла жену боксера в мелодраме Тода Браунинга «Железный человек», после чего последовали комедии «Голди» и «Платиновая блондинка».
Первоначально у последнего фильма было другое название — «Галлахер» (по имени персонажа Лоретты Янг, которая играла в фильме одну из ключевых ролей), — однако Хьюз, желая отрекламировать свою новую протеже, настоял, чтобы название было изменено. В результате за Харлоу закрепилось прозвище Платиновая блондинка, и впоследствии так стали называть других белокурых див — например, Мэрилин Монро и певицу Мадонну.
Хотя фильмы Харлоу сопровождались неизменным коммерческим успехом, критики высмеивали её — по их мнению, как актриса Харлоу была совершенно несостоятельна, а её главным достоинством была откровенная сексуальная притягательность, но никак не актёрское мастерство. В конце концов Хьюз забеспокоился, как бы насмешки в прессе не испортили имиджа Харлоу и в конце 1931 года отправил свою подопечную в турне по Восточному побережью.
Результат превзошёл все ожидания — появления актрисы неизменно сопровождались аншлагом, и турне продлилось до начала 1932 года. Будучи умелым дельцом, Хьюз решил извлечь из этого выгоду и открыл по всей стране клубы под названием «Платиновая блондинка», а также назначил приз в 10 тысяч долларов тому косметологу, кто сумеет создать краску для волос платинового оттенка, как у Харлоу.

### Брак с Полом Берном
Ещё во время съёмок у Хьюза Джин завязала романтические отношения с продюсером MGM Полом Берном. В начале 1932 года их роман был в разгаре. Именно Берн поспособствовал очередному витку её карьеры. Он предложил Луису Б. Майеру перекупить Харлоу у Хьюза, однако тот недолюбливал актрису и её легкомысленное амплуа и потому не слишком воодушевился. Тогда Берн обратился к Ирвингу Талбергу, другому влиятельному лицу в MGM, и тот, поколебавшись, согласился. 3 марта 1932 года — в день, когда Харлоу исполнился 21 год — Берн сообщил возлюбленной приятную новость, что кинокомпания выкупила её у Хьюза за 30 тысяч долларов, а 20 апреля 1932 года Харлоу официально заключила контракт с MGM.
Её первым фильмом уже в рамках нового контракта стала романтическая комедия «Рыжеволосая женщина» с гонораром в 1 250 долл. в неделю. 2 июля 1932 года — спустя неделю после того, как картина вышла в прокат, — Харлоу и Пол Берн поженились. Затем начались съёмки мелодрамы Виктора Флеминга «Красная пыль», где Джин играла проститутку по имени Вантин, влюблённую в плантатора Денниса, роль которого исполнял Кларк Гейбл. Пока шли съёмки, случилась трагедия — 5 сентября 1932 года Пол Берн застрелился. Таким образом Берн прожил в браке с Харлоу немногим более двух месяцев. Рядом с телом лежала предсмертная записка, адресованная жене. Содержание её было довольно туманным. Берн писал:
| |
| \| Дорогая. К сожалению, только так я могу исправить все то плохое, что причинил тебе, и стереть следы своего страшного унижения. Ты сама понимаешь, прошлая ночь была не более чем комедия. Я люблю тебя. Пол[7]. \| |
| Дорогая. К сожалению, только так я могу исправить все то плохое, что причинил тебе, и стереть следы своего страшного унижения. Ты сама понимаешь, прошлая ночь была не более чем комедия. Я люблю тебя. Пол.          |

На допросе Харлоу рассказала, что, поужинав с мужем, ушла ночевать к матери. Берн должен был присоединиться к ним, но затем сообщил по телефону, что у него разболелась голова, и остался дома. Причина самоубийства предположительно заключалась в импотенции сорокадвухлетнего Берна — вскрытие показало, что у него было некое физическое увечье, которое могло воспрепятствовать полноценным супружеским отношениям.
Однако не всё было так очевидно. Полиция выяснила, что Берн долгое время платил ежемесячное содержание в 250 долларов женщине по имени Дороти Миллетт, которая в кругу своих знакомых была известна как миссис Берн. В ночь его смерти она выписалась из отеля в Сан-Франциско и купила билет на пароход до Сакраменто, однако на борту Миллетт не оказалось — её каюта была пуста, а на палубе были обнаружены её пальто и ботинки. Дальнейшее расследование показало, что Миллетт страдала психическим заболеванием, а Берн задолго до встречи с Харлоу был её возлюбленным и представлял всем как свою жену.

### Звезда MGM

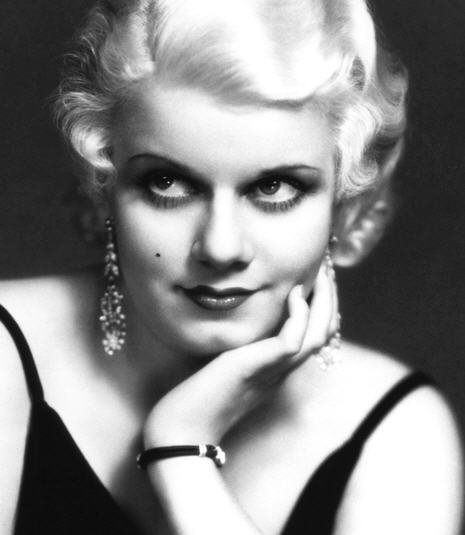
Джин Харлоу в 1935 году

Неожиданная гибель Берна, одного из самых влиятельных лиц американского кинематографа тех лет, стала одним из первых голливудских скандалов и лишь подогрела интерес публики к Харлоу. В 1933 году, снявшись в романтических комедиях «Обед в восемь» и «Сногсшибательная блондинка», она вошла в число самых популярных актрис Голливуда. Славы актрисе добавила её скандальная связь с легендарным боксером-тяжеловесом Максом Бэром. После того как жена Бэра, актриса Дороти Данбар, пригрозила начать бракоразводный процесс и привлечь актрису к суду, руководство MGM поспешно организовало брак Харлоу со своим штатным кинооператором Гарольдом Россоном. Они поженились 13 сентября 1933 года и спустя семь месяцев развелись.
В 1934 году Харлоу снялась всего в одном фильме. Это была комедия «Девушка из Миссури», история о хористке, которая пытается заполучить мужа-миллионера. Затем, памятуя о успехе её предыдущих дуэтов с Гейблом, MGM выпустила ещё два фильма с участием обоих актёров — мелодраму «Китайские моря» (1935) и комедию «Жена против секретарши» (1936). И эти картины, и последующие, неизменно становились хитами, а фильмы «Сюзи» и «Оклеветанная» (оба — 1936 года) получили по номинации на премию «Оскар».

### Болезнь и смерть
В начале 1937 года Харлоу заболела гриппом, и несмотря на то, что вскоре она пошла на поправку, болезнь ослабила её организм и у актрисы начались серьёзные проблемы с почками. Впоследствии выдвигалось предположение, что у неё всю жизнь были слабые почки, и скорее всего это было следствием перенесенной в юности скарлатины.

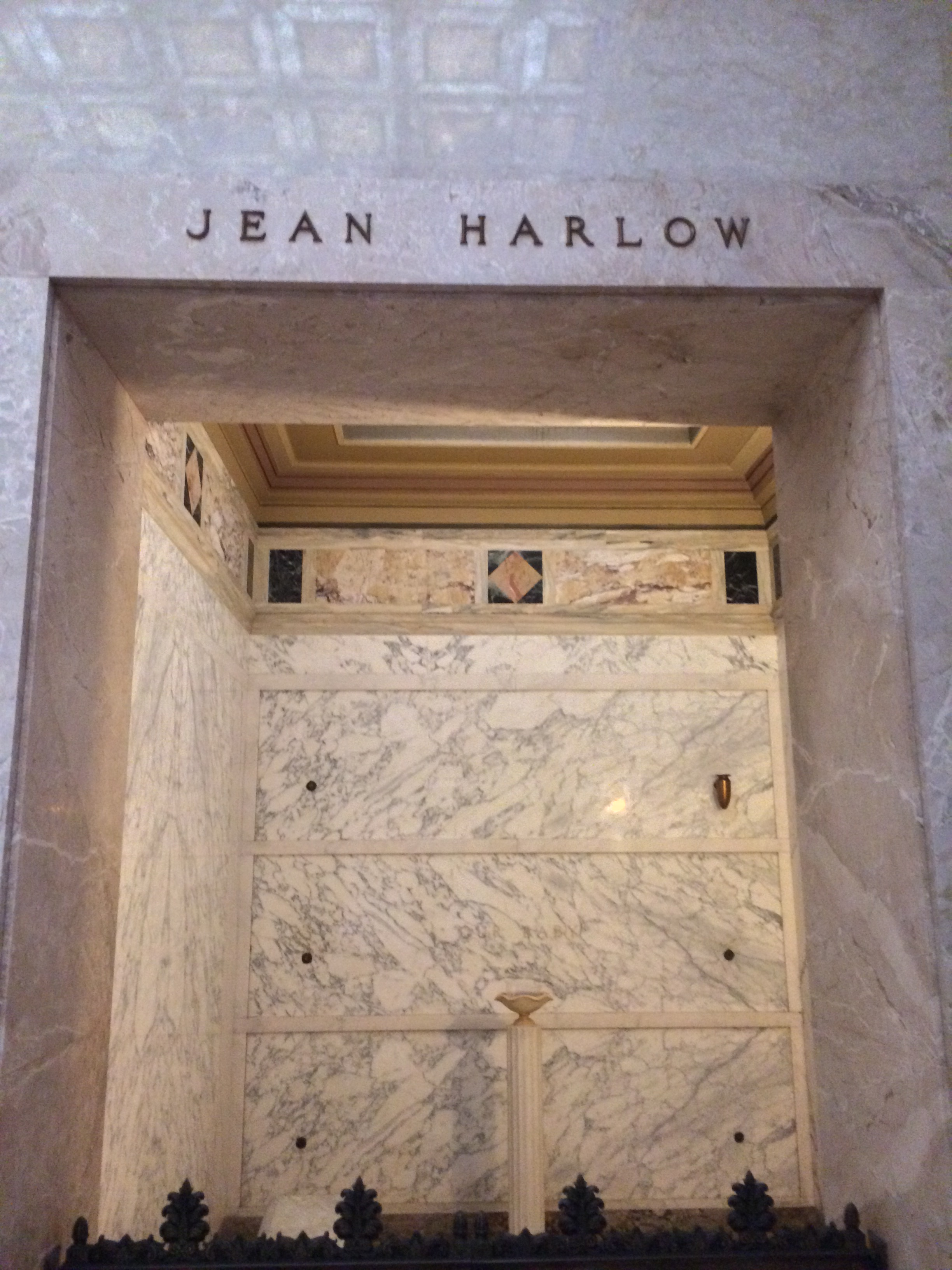
Склеп Джин Харлоу в мавзолее кладбища Форест-Лаун

Летом 1937 года во время съемок фильма «Саратога» Харлоу стало плохо прямо на съёмочной площадке. Актрису срочно отвезли в Больницу доброго самаритянина, где врачи диагностировали у неё уремию — самоотравление организма вследствие отказа почек, переставших выводить вредные вещества. Харлоу прожила ещё несколько дней и 7 июня 1937 года скончалась от отека мозга. Актрисе было всего двадцать шесть лет. Её похоронили в мемориальном парке Форест-Лаун в Калифорнии. Надгробие, на котором были начертаны слова Our baby (то есть Наша крошка), оплатил актёр Уильям Пауэлл, с которым актриса в последние два года жизни поддерживала близкие отношения.
Внезапная смерть Джин Харлоу вызвала массу слухов. Говорили, что её мать, фанатичная христианка-сциентистка, якобы препятствовала докторам оказывать дочери медицинскую помощь, однако медицинские отчёты о болезни Харлоу, увидевшие свет в начале 1990-х годов, опровергли это мнение и показали, что она получила соответствующее лечение. Сплетни о том, что проблемы с почками были следствием того, что Пол Берн избивал её, также являются вымыслом.

## Память
Джин Харлоу была удостоена звезды на Голливудской «Аллее славы».
В 1965 году на экраны вышел фильм-биография актрисы под названием «Харлоу». Главную роль исполнила Кэрролл Бейкер.
Мадонна в песне «Vogue» упоминает Харлоу Джин в числе прочих культовых артистов Голливуда.
В фильме «Авиатор» роль Джин Харлоу сыграла Гвен Стефани.

## Фильмография
Цветом выделены фильмы, которые считаются утерянными.
| Год  | На русском             | На языке оригинала     | Роль                   |
| 1937 | Саратога               | Saratoga               | Кэрол Клейтон          |
| 1937 | Личная собственность   | Personal Property      | Кристал Ветерби        |
| 1936 | Оклеветанная           | Libeled Lady           | Гледис Бентон          |
| 1936 | Сюзи                   | Suzy                   | Сюзанна Трент          |
| 1936 | Жена против секретарши | Wife vs. Secretary     | Хелен Уилсон           |
| 1936 | Чернь                  | Riffraff               | Харриет Таттл          |
| 1935 | Безрассудная           | Reckless               | Мона Лесли             |
| 1935 | Китайские моря         | China Seas             | Долли Портленд         |
| 1934 | Девушка из Миссури     | The Girl from Missouri | Эдит Чепмен            |
| 1933 | Взрывоопасная красотка | Bombshell              | Лола Бернс             |
| 1933 | Обед в восемь          | Dinner at Eight        | Китти Паккард          |
| 1933 | Храни своего мужчину   | Hold Your Man          | Руби Адамс             |
| 1932 | Красная пыль           | Red Dust               | Вантин Джефферсон      |
| 1932 | Рыжеволосая женщина    | Red-Headed Woman       | Лилиан Эндрюс Леджендр |
| 1932 | Чудовище города        | The Beast of the City  | Дейзи Стивенс          |
| 1932 | Три умницы             | Three Wise Girls       | Кэсси Барнс            |
| 1931 | Щёголь-скряга          | Beau Hunks             | Джинни-Винни           |
| 1931 | Платиновая блондинка   | Platinum Blonde        | Энн Шулер              |
| 1931 | Голди                  | Goldie                 | Голди                  |
| 1931 | Железный человек       | Iron Man               | Рози Мейсон            |
| 1931 | Враг общества          | The Public Enemy       | Гвен Аллен             |
| 1931 | Секретная шестёрка     | The Secret Six         | Энн Кортленд           |
| 1931 | Огни большого города   | City Lights            | девушка в ресторане    |
| 1930 | Ангелы ада             | Hell’s Angels          | Хелен                  |
| 1929 | Ночи Нью-Йорка         | New York Nights        | в эпизоде              |
| 1929 |                        | Weak But Willing       | в эпизоде              |
| 1929 | Это зовётся любовью    | This Thing Called Love | в эпизоде              |
| 1929 | Шествие любви          | The Love Parade        | в эпизоде              |
| 1929 | Дитя субботнего вечера | The Saturday Night Kid | Хэзел                  |
| 1929 |                        | Bacon Grabbers         | миссис Кеннеди         |
| 1929 |                        | Thundering Toupees     | в эпизоде              |
| 1929 | Двукратное ох          | Double Whoopee         | в эпизоде              |
| 1929 | Нецелованный           | The Unkissed Man       | в эпизоде              |
| 1929 | Скрытая гармония       | Close Harmony          | в эпизоде              |
| 1929 |                        | Why Is a Plumber?      | в эпизоде              |
| 1929 | Зачем быть хорошим?    | Why Be Good?           | в эпизоде              |
| 1929 | Беглецы                | Fugitives              | в эпизоде              |
| 1929 | Свобода                | Liberty                | в эпизоде              |
| 1928 | Погоня за мужьями      | Chasing Husbands       | в эпизоде              |
| 1928 | Морячок Моран          | Moran of the Marines   | в эпизоде              |
| 1928 | Узы чести              | Honor Bound            | в эпизоде              |

### на английском языке
- Golden, Eve (1991). Platinum Girl: The Life and Legends of Jean Harlow. Abbeville Press, 248 pages. ISBN 978-1-5585-9214-8
- Neibaur, James L. (2019). The Films of Jean Harlow. McFarland, 134 pages, ill. ISBN 978-1-4766-7484-1
- Jordan, Jessica Hope (2009). The Sex Goddess in American Film, 1930–1965: Jean Harlow, Mae West, Lana Turner, and Jayne Mansfield. Cambria Press, 280 pages. ISBN 978-1-6049-7663-2
- Shulman, Irving (1964). Harlow, an Intimate Biography. Bernard Geis Associates via: Random House. 352 pages.
- Stenn, David (1993). Bombshell: The Life and Death of Jean Harlow. New York: Bentam Doubleday Dell Publishing, 370 pages. ISBN 978-0-3854-2157-7